# ولاية آدماوة
ولاية آدماوة هي إحدى الولايات الست وثلاثين المكونة لنيجيريا.

## تاريخ

### إمارة آدماوة
قبل أن تصبح ولاية نيجيرية، كانت آدماوة دويلة تقليدية يمتد نفوذها إلى داخل الكاميرون. حكام آدماوة يحملون لقب «أمير» (وتُجمع: لاميدو). الاسم آدماوة هو نسبة إلى الزعيم الفولاني، مؤدب آدم (موديبو آدما)، الذي انضم إلى ثورة عثمان دان فوديو في سقطو عام 1804 م.
انحدر مؤدِبُ آدمَ من منطقة جورين، وفي عام 1806 م تسلم علما أخضر لقيادة الثورة في بلاده. في الأعوام التالية فتح آدم أراض وقبائل كثيرة. وفي عام 1838 م نقل عاصمته إلى رِباض (ريبادو)، ثم في عام 1839 م إلى جوبوليو، في عام 1841 م أسس مدينة يولا حيث توفي عام 1848. بعد الاستعمار الأوروبي، بقي الحكام كأمراء ثم لاحقاً كزعماء قبائل، وسلالة الحكام ما زالت تتعاقب على الحكم إلى يومنا هذا.
الزعيم النيجيري الشهير في خمسينات وستينات القرن العشرين أحمدو بيلو ينحدر من تلك السلالة.

## أعلام
- إبراهيم محمود ألفا
- إيا أبو بكر